# 小此木鶯太郎の事件簿
『小此木鶯太郎の事件簿』（おこのぎおうたろうのじけんぼ）とは同人サークルの安楽椅子犯人が制作するフリーゲームおよび電子書籍のシリーズ。

## 概要
『刑事コロンボ』や『古畑任三郎』などに見られる倒叙物とよばれる形式の犯人目線の本格ミステリーノベルゲーム。
プレイヤーに完全犯罪を目論む犯人の犯行の全容を予め見せておき、その後に刑事の小此木鶯太郎が犯人の犯したミスを基に容疑を固めて犯人を追い込んでいく構成となっている。
また、ABC朝日放送系列の推理ドラマ『安楽椅子探偵シリーズ』に見られるような、「読者への挑戦」と称する読者参加型の企画を実施しており、ゲーム本編は犯人が犯罪を実行する場面を描写する「問題編」と小此木がミスを指摘し犯人を追い詰める場面を描写する「解答編」の二部に分かれている。
「問題編」の公開と同時に発表される締め切り日時までに、「問題編」の最後に「読者への挑戦」として提示される問題に対する解答をメールで安楽椅子犯人に送ることで受け付けが行われ、正解者の中から抽選で賞品が贈られる。
「解ける読者への挑戦」をゲームのコンセプトとしており、意外性を追求するあまり読者に解かせまいとする意地悪な問題にならないよう、フェアなロジックの組み立てを心がけて制作されている。

## 主要登場人物
小此木 鶯太郎（おこのぎ おうたろう）
本シリーズの主人公で、捜査一課に所属する刑事。階級は警部補。
理知的で綺麗な顔をしているものの、夏でも黒のダッフルコートによれよれのスーツを着て、ふくらんだリュックサックを背負っているなど傍から見たらだらしのない出立ちをしている。
カップラーメンが大好物で常に熱湯入りの水筒を持ち歩いていたり、重度の方向音痴の影響もあって事件現場への召集にほぼ毎回遅刻するなど、どこかズレている部分がある。普段はおっとりとしていて子供っぽい無邪気な性格をしているが、いざ事件となると持ち前の洞察力、推理力を発揮して犯人を追い詰める。
香坂 恋子（こうさか こいこ）
捜査一課に所属する鶯太郎の部下であり、鶯太郎のことを「先輩」と呼ぶ（名前は「陰と陽の犯跡」より登場）。階級は巡査部長。
鶯太郎の遅刻癖には手を焼いているが、その推理力については素直に認めており、彼の推理をサポートしている。

## 作品

### 湖岸の盲点
小此木鶯太郎の事件簿vol.1。
2008年7月28日に「問題編」、2008年8月13日に「解答編」が公開された。「読者への挑戦」が行われ、正解者の中から抽選で13名に『刑事コロンボ』や『古畑任三郎』等のDVDやAmazonギフト券など総額10万円相当の賞品が贈られた。

#### ゲストキャラクター
芦国 暁人（あしくに あきと）
加々美湖（かがみこ）の湖岸に立地するペンション・綾淵亭（あやぶちてい）の管理人。
加々美湖に自らの人生をかけており、環境破壊によって見るも無残な姿となっていた加々美湖を、犬塚の資金支援を基に蘇らせた。しかし、その後加々美湖のリゾート開発を打ち出す犬塚と反目し、殺害を決意する。
犬塚 伊作（いぬづか いさく）
リゾート地の開発を手がける犬塚リゾートの社長。
私財を投げ打ってまで加々美湖を蘇らせようとしていた芦国に資金援助を行い、加々美湖が元の美しさを取り戻してからも仕事を斡旋するなどサポートを続けていたが、加々美湖をリゾート地として開発することを提案したために芦国と対立し、殺害される。
宇山 うらら（うやま うらら）
魚田スポーツクラブのインストラクターの女性。
芦国に対して好意を持っているが、それを告げる勇気が持てず踏み出せないでいる。
当初はコミックマーケットで雨の降り出すタイミングをずらした『湖岸の盲点』の「ifもの」を販売する予定があり、そのシナリオで重要な役割を担う予定であったが、その企画が流れてしまったために出番が少なくなってしまっている。

#### 「湖岸の盲点」スタッフ
- キャラクターグラフィック：神サトミ
- シナリオ：小野堂天乃介
- 監修/効果音：すえばしけん
- スクリプト：gMA
- 背景・グラフィック：Tagetes
- グラフィック・デザイン：田中一郎

### 陰と陽の犯跡
小此木鶯太郎の事件簿vol.2。
2011年5月3日に「問題編」が公開された。vol.3-vol.5までとはナンバリングと公開順が前後している。

#### ゲストキャラクター
風宮 歌陽（かぜみや かよ）
未来を視る力を持つと謳われる陰陽占い師。
妹・久藤来未が鬼嶋によって殺されたことを確信し、復讐のために来未が殺されたのと同じような証拠なき状況で鬼嶋を殺害する計画を立てる。
鬼嶋 紀久彦（きじま きくひこ）
テレビなどで活躍する有名評論家。
その地位は不正と脅迫によって築かれたものであり、それを暴こうとした来未を証拠の残らぬ巧妙な手口で殺害した。
久藤 来未（くどう くるみ）
鬼嶋の裏の顔に迫ろうとしていた記者。鬼嶋によって殺害された。

#### 「陰と陽の犯跡」スタッフ
- シナリオ/演出/グラフィック：小野堂天乃介
- 効果音：すえばしけん
- スクリプト：gMA
- スクリプト：ピッケル師匠
- グラフィック/演出：kitaD
- 原画/グラフィック：加藤絵理子
- 原画/グラフィック：アカギギショウ
- グラフィック：伊佐根レオン
- グラフィック：岩井戸ウシロウ
- グラフィック：田中一郎
- グラフィック：Tagetes
- スクリプト/演出/グラフィック：こ・ぱんだ
- 原画/グラフィック：松田硯

### 赤と黒の境界
小此木鶯太郎の事件簿vol.3。
作品集「三つの謎宮」にvol.4・vol.5と同時収録。2010年3月31日に「問題編」、2010年5月10日に「解答編」が公開された。

#### ゲストキャラクター
一条 伊織（いちじょう いおり）
違法カジノ・Extended（イクステンデッド）に出入りするギャンブラー。
勝負師としての腕は確かなのだが、鵜月との再会によってExtendedでの賭けにのめり込むようになり、勝負の引き際を見誤り1千万円の借金を抱えてしまう。そして、それをきっかけに思わぬ罪を犯すこととなる。
漆間 鵜月（うるま うづき）
Extendedのディーラーの1人で、ルーレットを担当している。
かつて伊織にギャンブルの基礎を教わった弟分であり、伊織を「兄貴」と呼ぶ。ミスプリントで「Extended」の文字が歪み、「E/tender」と読めるようになっているExtended専用チップを、お守り代わりとして持っている。
江川（えがわ）
Extendedの常連客。
「価値の低い赤のチップ1枚のみを賭ける」という奇妙なこだわりを持っている。
衛崎（えざき）
Extendedで鵜月と同じくルーレットを担当しているディーラー。

### 完璧なアリバイ、あります
小此木鶯太郎の事件簿vol.4。作品集「三つの謎宮」収録。

#### ゲストキャラクター
六大路 露花（ろくおおじ ろか）
完全犯罪を目論み、完璧なアリバイを作り上げた女性。
自らの計画に対する自信のあまり、とんでもないミスを犯してしまう。

### ひとひらひらら
小此木鶯太郎の事件簿vol.5。作品集「三つの謎宮」収録。

#### ゲストキャラクター
萩坂 隼磨（はぎさか はゆま）
新興宗教・日道会（ひどうかい）の幹部。
娘・春佳（はるか）が生まれた際に妻を亡くし、その春佳も重病を患っていたことから救いを求めて日道会に入信、優れた商才で教団の規模拡大に貢献する。しかし、春佳の治療費の名目で募金を集めつつその一部を着服した上、自分に借金まで負わせた教祖・久永を憎むようになり、高い価値を持つと聞いた日道会のご神体・白葉様（しらはさま）を奪い春佳の治療費とするため、久永の殺害を決意する。
久永 秀昭（ひさなが ひであき）
日道会の教祖。
山登りが趣味で、日道会本部の近くにある平峰山という山に登ることが日課のようになっていた。

#### 「三つの謎宮」スタッフ
- 企画/シナリオ：小野堂天乃介
- 監修/効果音：すえばしけん
- スクリプト：gMA
- スクリプト指導：ピッケル師匠
- グラフィック/原画/彩色：kitaD
- 原画：加藤絵理子
- 原画/彩色：アカギギショウ
- グラフィック：伊佐根レオン
- グラフィック：岩井戸ウシロウ
- グラフィック：田中一郎

### 可視と不可視の幻想
ボリューム表記はないが、公開順からするとvol.6に相当。2015年11月28日にamazon kindleストアに問題編が公開された。

#### ゲストキャラクター
沙柳 小絵（さやなぎ さえ）
恋人を殺された恨みから、白河 静馬の殺害を計画している。
白河 静馬（しらかわ しずま）
ベストセラー作家。沙柳の恋人を車でひき殺した過去を持つ。
鈴城 すすき（すずしろ すすき）
郷宮旅館の仲居。沙柳の部屋の担当をしている。本事件では、郷宮旅館内での小此木鶯太郎のサポートをする。
蝉倉 瀬里奈（せみくら せりな）
おにぎり藩文庫の新人編集。急性盲腸で倒れた上司に代わり、白河 静馬のところにやってきた。

## 漫画化

### 湖岸の盲点
作画・葉山せり。ガンガンONLINE（スクウェア・エニックス）にて、2009年12月3日から2011年2月10日まで連載。単行本全2巻（問題編全9話、解答編全5話）。
芦国の犯したミスが4つから6つに変更（追加）されており、それに伴ってシナリオも一部変更されている。
問題編の単行本発売時にゲーム版と同じく「読者への挑戦」が実施され、正解者の中から抽選で20名に5000円分の商品券が贈られた。
単行本
1. 湖岸の盲点〜小此木鶯太郎の事件簿〜 問題編（2010年11月22日 初版 ISBN 978-4-7575-3064-5）
2. 湖岸の盲点〜小此木鶯太郎の事件簿〜 解答編（2011年3月22日 初版 ISBN 978-4-7575-3169-7）